# آرتور بلک
آرتور بلیک (انگلیسی: Arthur Blake؛ ۲۶ ژانویهٔ ۱۸۷۲ – ۲۲ اکتبر ۱۹۴۴) یک دونده ماراتن، دونده دو استقامت و دونده دو نیمه‌استقامت اهل ایالات متحده آمریکا بود. از افتخارات وی می‌توان به کسب مدال برنز ۱۵۰۰ متر در بازی‌های المپیک تابستانی ۱۸۹۶ اشاره کرد.